# كايو بورالهو
كايو فينيسيوس سيلفا بورالهو (بالبرتغالية: Caio Vinícius Silva Borralho؛ مواليد 16 يناير 1993) هو مُقاتل فنون قتالية مختلطة برازيلي يُنافس في فئة الوزن المتوسط في يو إف سي. اعتبارًا من 28 أكتوبر 2024، احتل في المركز السادس في تصنيفات يو إف سي للوزن المتوسط.

## الخلفية
وُلِد كايو بورالهو في السادس عشر من يناير في ساو لويز، مارانهاو. كان جده مدرسًا للرياضيات، وبإلهام منه، بدأ بورالهو في التدريس في سن الخامسة عشرة في الرياضيات والكيمياء.
بعد التخرج، التحق بورالهو بجامعة مارانهاو الفيدرالية لدراسة الكيمياء الصناعية. وخلال سنوات دراسته الجامعية، عُرضت عليه فرصة تدريب في شركة أمبيف البرازيلية العملاقة لصناعة الجعة؛ لكنه رفض هذا العرض، وترك الجامعة في النهاية حيث أصبح شغوفًا بممارسة مهنة فنون القتال المختلطة في وقت ما من عام 2014.
بدأ بورالهو ممارسة فنون القتال المختلطة لأول مرة في سن الثامنة عشرة تقريبًا، ولكن أول نزال له في فنون القتال المختلطة كان في عام 2014، عندما كان يبلغ من العمر حوالي واحد وعشرين عامًا كهاوٍ، في دوجو جيمس أدلر، الواقع في مدينة ساو لويز، مارانهاو.
قبل أن يلتحق بورالهو بفنون القتال المختلطة، خاض بورالهو أنواعًا أخرى من فنون القتال. كانت رحلته الأولى في عالم فنون القتال عندما كان في السادسة من عمره بفنون المصارعة مثل الجودو، وكان سينسي إميليو موريرا بمثابة معلمه الأول. في الجودو، فاز ببطولات متعددة على مستوى الولاية (مارانهاو) والمستوى الوطني.
بعد خسارته أمام خصم في بطولة الجودو عن طريق قفل الذراع، وجه سينسي إيميليو موريرا بورالهو للتدريب على الجوجوتسو من أجل إثراء مهاراته في الجودو. بعد فترة وجيزة، بدأ بورالهو أيضًا التدريب على الموياي تاي، لكنه اختار عدم ممارسة هذه الفنون القتالية (الجودو والموياي تاي) في عام 2014 لمتابعة مهنة احترافية في فنون القتال المختلطة، حيث انتقل من مسقط رأسه ساو لويز إلى مدينة ساو باولو. في النهاية، بدأ فريق فنون القتال المختلطة الخاص به «فايتنغ نيردز» مع مدربه بابلو سوكوبيرا.

## مسيرته في فنون القتال المختلطة
حقق بورالهو فوزًا في الهواة في عام 2014 قبل أن يتحول إلى الاحتراف في وقت لاحق من ذلك العام. بعد تحقيقه لرصيد 8–1–1، تمت دعوته للتنافس في سلسلة منافسات دانا وايت.

### سلسلة منافسات دانا وايت
خاض بورالهو أول نزال له في سلسلة المنافسات ضد آرون جيفري في 28 سبتمبر 2021. وفاز بقرار القضاة بالإجماع، لكنه لم يحصل على عقد مع يو إف سي.
عاد بعد شهر، وكان المرشح الأوفر حظًا للفوز على جيسي موراي بنتيجة 8–3. كان النزال في وزن خفيف الثقيل، وفاز بورالهو بالضربة الفنية القاضية في الجولة الأولى، وحصل على عقد مع يو إف سي.

### يو إف سي
وقّع بورالهو مع يو إف سي وشارك بأول نزال له في المنظمة ضد جادزي عمرجادزييف في حدث يو إف سي على إي إس بي إن: لوكي ضد محمد 2. فاز بورالهو بقرار فني بعد خطأ عرضي على خصمه.
واجه بورالهو بعد ذلك المرشح أرمين بتروسيان في حدث يو إف سي على إي إس بي إن: دوس أنجوس ضد فيزيف، وفاز بقرار القضاة بالإجماع.
واجه بعد ذلك محمود مرادوف في حدث يو إف سي 280، والذي هزمه بقرار القضاة بالإجماع.
واجه بورالهو ميشال أوليكسيجوك في حدث يو إف سي على إي إس بي إن: سونغ ضد سيمون، وفاز عن طريق الإخضاع في الجولة الثانية. نال لهذا النزال مكافأة أداء الليلة.
كان من المقرر أن يواجه بورالهو نورسلطون روزيبويف في 4 نوفمبر 2023، في حدث يو إف سي ليلة القتال: ألميدا ضد لويس. ومع ذلك، انسحب روزيبويف لأسباب غير معروفة وتم استبداله بأبوس ماجوميدوف. فاز بالنزال بقرار القضاة بالإجماع.
واجه بورالهو باول كرايغ في 4 مايو 2024، في حدث يو إف سي 301. فاز بالنزال بالضربة القاضية في الجولة الثانية. نال لهذا النزال مكافأة أداء الليلة مرة أخرى.
واجه بورالهو المنافس السابق على لقب بطولة يو إف سي للوزن المتوسط جاريد كانونير في الحدث الرئيسي في 24 أغسطس 2024 في حدث يو إف سي على إي إس بي إن 62. فاز بالنزال بقرار القضاة بالإجماع. نال لهذا النزال مكافأة قتال الليلة.

## البطولات والإنجازات

### فنون القتال المختلطة
- يو إف سي
  - قتال الليلة (مرة واحدة)  ضد جاريد كانونير[37]
  - أداء الليلة (مرتين مرات) ضد ميشال أوليكسيجوك وبول كرايغ[28][34]
  - سابع أطول سلسلة انتصارات في تاريخ فئة الوزن المتوسط في يو إف سي (7)[38]

- بطولات فيوتشر القتالية
  - بطل الوزن المتوسط (مرة واحدة)[39]

## حياته الشخصية
كايو بورالهو متزوج ولديه ابن واحد. كان يرتدي النظارات منذ أن كان في الثالثة من عمره، حيث كان يعاني من قصر النظر والاستجماتيزم. نشأ اهتمام بورالهو الأولي بفنون القتال المختلطة من أفلام الفنون القتالية لجان كلود فان دام وجاكي شان وبروس لي.
يقيم حاليًا في ساو باولو، وأكمل دراسته في التربية البدنية في إحدى الجامعات. كما يُدرّس بورالهو أيضًا دروس الفنون القتالية في صالات رياضية مختلفة في مدينة ساو باولو.
إنه من محبي أفلام الأبطال الخارقين وألعاب الفيديو والأنمي؛ كما يلعب الشطرنج، ولهذا السبب حصل بورالهو على لقب «Rei dos Nerds» (ملك النرد).

## سجل فنون القتال المختلطة
| السجل المهني |        |         |
| 19 نزال      | 17 فوز | 1 خسارة |
| ضربة قاضية   | 5      | 0       |
| إخضاع        | 4      | 0       |
| قرار القضاة  | 8      | 1       |
| بدون قرار    | 1      | 1       |

| النتيجة | السجل    | الخصم             | الطريقة                    | الحدث                                        | التاريخ        | الجولة | الوقت | المكان                              | الملاحظات |
| ------- | -------- | ----------------- | -------------------------- | -------------------------------------------- | -------------- | ------ | ----- | ----------------------------------- | --- |
| فاز     | 17–1 (1) | جاريد كانونير     | قرار القضاة (بالإجماع)     | يو إف سي على إي إس بي إن: كانونير ضد بورالهو | 24 أغسطس 2024  | 5      | 5:00  | لاس فيغاس، نيفادا، الولايات المتحدة | قتال الليلة. |
| فاز     | 16–1 (1) | باول كرايغ        | ضربة قاضية (باللكمات)      | يو إف سي 301                                 | 4 مايو 2024    | 2      | 2:10  | ريو دي جانيرو، البرازيل             | أداء الليلة. |
| فاز     | 15–1 (1) | أبوس ماغوميدوف    | قرار القضاة (بالإجماع)     | يو إف سي ليلة القتال: ألميدا ضد لويس         | 4 نوفمبر 2023  | 3      | 5:00  | ساو باولو، البرازيل                 | |
| فاز     | 14–1 (1) | ميشال أوليكسيجوك  | إخضاع (خنق خلفي عاري)      | يو إف سي على إي إس بي إن: سونغ ضد سيمون      | 29 أبريل 2023  | 2      | 2:49  | لاس فيغاس، نيفادا، الولايات المتحدة | أداء الليلة. |
| فاز     | 13–1 (1) | محمود مرادوف      | قرار القضاة (بالإجماع)     | يو إف سي 280                                 | 22 أكتوبر 2022 | 3      | 5:00  | أبو ظبي، الإمارات العربية المتحدة   | |
| فاز     | 12–1 (1) | أرمين بتروسيان    | قرار القضاة (بالإجماع)     | يو إف سي على إي إس بي إن: دوس أنجوس ضد فيزيف | 9 يوليو 2022   | 3      | 5:00  | لاس فيغاس، نيفادا، الولايات المتحدة | |
| فاز     | 11–1 (1) | جادزي عمرجادزييف  | قرار فني (بالإجماع)        | يو إف سي على إي إس بي إن: لوكي ضد محمد 2     | 16 أبريل 2022  | 3      | 3:56  | لاس فيغاس، نيفادا، الولايات المتحدة | العودة إلى الوزن المتوسط. تم خصم نقطة واحدة من بورالهو في الجولة الثالثة بسبب إصابة غير قانونية في الركبة جعلت عمرجادزييف غير قادر على الاستمرار. |
| فاز     | 10–1 (1) | جيسي موراي        | ضربة فنية قاضية (باللكمات) | سلسلة منافسات دانا وايت 44                   | 19 أكتوبر 2021 | 1      | 1:41  | لاس فيغاس، نيفادا، الولايات المتحدة | أول ظهور في وزن خفيف الثقيل. |
| فاز     | 9–1 (1)  | آرون جيفري        | قرار القضاة (بالإجماع)     | سلسلة منافسات دانا وايت 41                   | 28 سبتمبر 2021 | 3      | 5:00  | لاس فيغاس، نيفادا، الولايات المتحدة | |
| فاز     | 8–1 (1)  | وايلديمار سانتوس  | قرار القضاة (بالإجماع)     | فيوتشر إف سي 12                              | 16 أكتوبر 2020 | 3      | 5:00  | ساو باولو، البرازيل                 | فاز بلقب بطولة إف إف سي للوزن المتوسط الشاغر. |
| فاز     | 7–1 (1)  | يكارو كيروش       | قرار القضاة (بالإجماع)     | فيوتشر إف سي 10                              | 6 ديسمبر 2019  | 3      | 5:00  | ساو باولو، البرازيل                 | |
| فاز     | 6–1 (1)  | أوتافيو ساغاس     | إخضاع (خنق المقصلة)        | فيوتشر إف سي 8                               | 23 أغسطس 2019  | 1      | 3:44  | ساو باولو، البرازيل                 | |
| فاز     | 5–1 (1)  | لويز كارلوس ألفيس | إخضاع (خنق الأناكوندا)     | بطولة ميجا فايت 2                            | 22 يونيو 2019  | 1      | 2:03  | أوساسكو، البرازيل                   | |
| فاز     | 4–1 (1)  | دوغلاس ناسيمنتو   | ضربة فنية قاضية (باللكمات) | باتالها إم إم إيه 14                         | 8 سبتمبر 2018  | 1      | 1:13  | ساو باولو، البرازيل                 | أول ظهور في الوزن المتوسط. |
| ب.ف     | 3–1 (1)  | رايلاندر ماركيز   | بدون فائز                  | نادي الفايكنج للقتال 2                       | 16 يونيو 2018  | 1      | 5:00  | كامبيناس، البرازيل                  | |
| فاز     | 3–1      | لويز كارلوس ألفيس | ضربة فنية قاضية (باللكمات) | ساحة القتال: قتال الليلة 2                   | 16 سبتمبر 2017 | 1      | 0:20  | ساو سيباستياو، البرازيل             | |
| فاز     | 2–1      | إدسون جونيور      | إخضاع (خنق خلفي عاري)      | قتال الرعد 9                                 | 30 سبتمبر 2016 | 3      | 3:05  | ساو باولو، البرازيل                 | |
| خسر     | 1–1      | جواو كارفاليو     | قرار القضاة (بالإجماع)     | برادار فايت 3                                | 18 يوليو 2015  | 3      | 5:00  | ساو لويز، البرازيل                  | |
| فاز     | 1–0      | كليتون رافائيل    | ضربة قاضية (بلكمة)         | استحضار القتال: آلهة الحرب                   | 13 ديسمبر 2014 | 1      | 1:48  | ساو باولو، البرازيل                 | أول ظهور في وزن الوسط. |

## وصلات خارجية
- كايو بورالهو على موقع يو إف سي (الإنجليزية)
- كايو بورالهو على موقع شيردوغ (الإنجليزية)
- كايو بورالهو على موقع Tapology.com (الإنجليزية)